# Luca Harter
Luca Harter (* 23. September 2002) ist ein deutscher Radsportler, der auf Straße, Bahn und im Cyclocross aktiv ist.

## Sportlicher Werdegang
Seit 2011 ist der vielseitige Luca Harter im Leistungsradsport aktiv. Seit 2018 ist er insbesondere im Cyclocross erfolgreich, er startete bei Weltmeisterschaften, Weltcups und Europa- und deutschn Meisterschaften, ohne jedoch bis Ende 2023 einen Podiumsplatz zu erringen.
2023 startete Harter hinter Schrittmacher André Dippel bei der deutschen Meisterschaft im Steherrennen auf der Radrennbahn in Chemnitz und belegte Rang zwei. Im Jahr darauf errang das Duo auf der Radrennbahn Bielefeld den Titel.

## Familie
Luca Harter ist ein Sohn des Radrennfahrers Sven Harter. Der Vater wurde 1988 auf derselben Bahn deutscher Amateur-Meister der Steher hinter Christian Dippel, dem Vater von Andreas Dippel.

## Erfolge

### Bahn
2024
- Deutscher Meister – Steherrennen (hinter Schrittmacher André Dippel)